# Manchester United FC in het seizoen 2018/19
Dit artikel beschrijft de prestaties van de Engelse voetbalclub Manchester United FC in het seizoen 2018–2019.

## Spelerskern
| Nr.           | Naam                | Nationaliteit | Geboortedatum | Vorige club       |
| ------------- | ------------------- | ------------- | ------------- | ----------------- |
| Keepers       |                     |               |               |                   |
| 1             | David de Gea        | Spanje        | 07-11-1990    | Atlético Madrid   |
| 20            | Sergio Romero       | Argentinië    | 22-02-1987    | Sampdoria         |
| 40            | Joel Castro Pereira | Portugal      | 28-06-1996    | Belenenses        |
| Verdedigers   |                     |               |               |                   |
| 2             | Victor Lindelöf     | Zweden        | 17-07-1994    | Benfica           |
| 3             | Eric Bailly         | Ivoorkust     | 12-04-1994    | Villarreal        |
| 4             | Phil Jones          | Engeland      | 21-02-1992    | Blackburn Rovers  |
| 5             | Marcos Rojo         | Argentinië    | 20-03-1990    | Sporting Lissabon |
| 12            | Chris Smalling      | Engeland      | 22-11-1989    | Fulham            |
| 20            | Diogo Dalot         | Portugal      | 18-03-1999    | FC Porto          |
| 23            | Luke Shaw           | Engeland      | 12-07-1995    | Southampton       |
| 24            | Timothy Fosu-Mensah | Nederland     | 02-01-1998    | Crystal Palace    |
| 25            | Antonio Valencia    | Ecuador       | 04-08-1985    | Wigan Athletic    |
| 36            | Matteo Darmian      | Italië        | 02-12-1989    | Torino            |
| 38            | Axel Tuanzebe       | Engeland      | 14-11-1997    | /                 |
| Middenvelders |                     |               |               |                   |
| 6             | Paul Pogba          | Frankrijk     | 15-03-1993    | Juventus          |
| 8             | Juan Mata           | Spanje        | 28-04-1988    | Chelsea           |
| 15            | Andreas Pereira     | Brazilië      | 01-01-1996    | Valencia          |
| 17            | Fred                | Brazilië      | 05-03-1993    | Sjachtar Donetsk  |
| 18            | Ashley Young        | Engeland      | 09-07-1985    | Aston Villa       |
| 21            | Ander Herrera       | Spanje        | 14-08-1989    | Athletic Bilbao   |
| 27            | Marouane Fellaini   | België        | 22-11-1987    | Everton           |
| 31            | Nemanja Matić       | Servië        | 01-08-1988    | Chelsea           |
| 39            | Scott McTominay     | Schotland     | 08-12-1996    | /                 |
| Aanvallers    |                     |               |               |                   |
| 7             | Alexis Sánchez      | Chili         | 19-12-1988    | Arsenal           |
| 9             | Romelu Lukaku       | België        | 13-03-1993    | Everton           |
| 11            | Anthony Martial     | Frankrijk     | 05-12-1995    | AS Monaco         |
| 14            | Jesse Lingard       | Engeland      | 15-12-1992    | /                 |
| 19            | Marcus Rashford     | Engeland      | 31-10-1997    | /                 |
| 29            | James Wilson        | Engeland      | 01-12-1995    | Sheffield United  |

- = Aanvoerder

### Technische staf
|                 |                      |               |
| Functie         | Naam                 | Nationaliteit |
| Coach           | José Mourinho (foto) | Portugal      |
| Assistent-coach | Rui Faria            | Portugal      |
| Assistent-coach | Silvino Louro        | Portugal      |
| Keeperstrainer  | Emilio Alvarez       | Spanje        |
| Fitness coach   | Carlos Lalin         | Spanje        |
| Scout           | Ricardo Formosinho   | Portugal      |
| Videoanalist    | Giovanni Cerra       | Italië        |

## Transfers

### Zomer
| Naam            | Nationaliteit | Van/naar         | Type        |
| --------------- | ------------- | ---------------- | ----------- |
| Inkomend        |               |                  |             |
| Fred            | Brazilië      | Sjachtar Donetsk | Gekocht     |
| Diogo Dalot     | Portugal      | FC Porto         | Gekocht     |
| Lee Grant       | Engeland      | Stoke City       | Gekocht     |
| Andreas Pereira | Brazilië      | Valencia         | Einde huur  |
| Uitgaand        |               |                  |             |
| Joe Riley       | Engeland      | Bradford City    | Verkocht    |
| Michael Carrick | Engeland      |                  | Op pensioen |

## Afbeeldingen

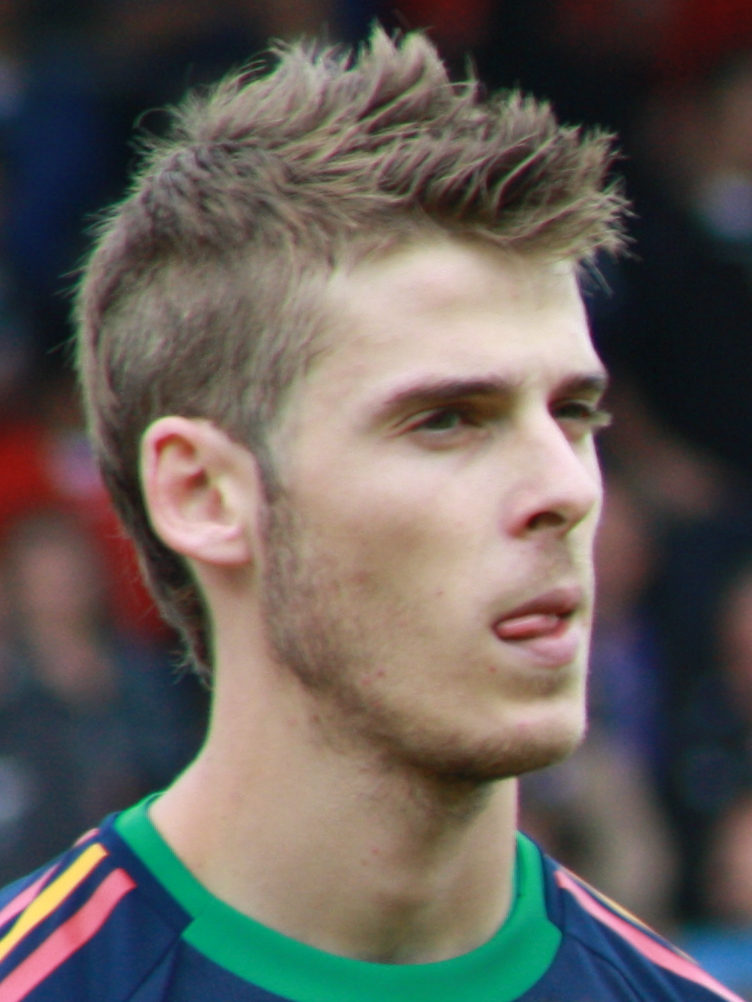
David de Gea (doelman)
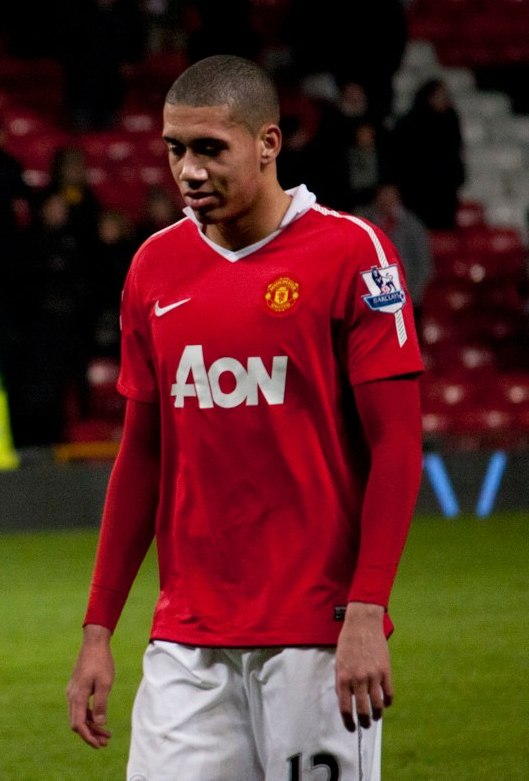
Chris Smalling (verdediger)
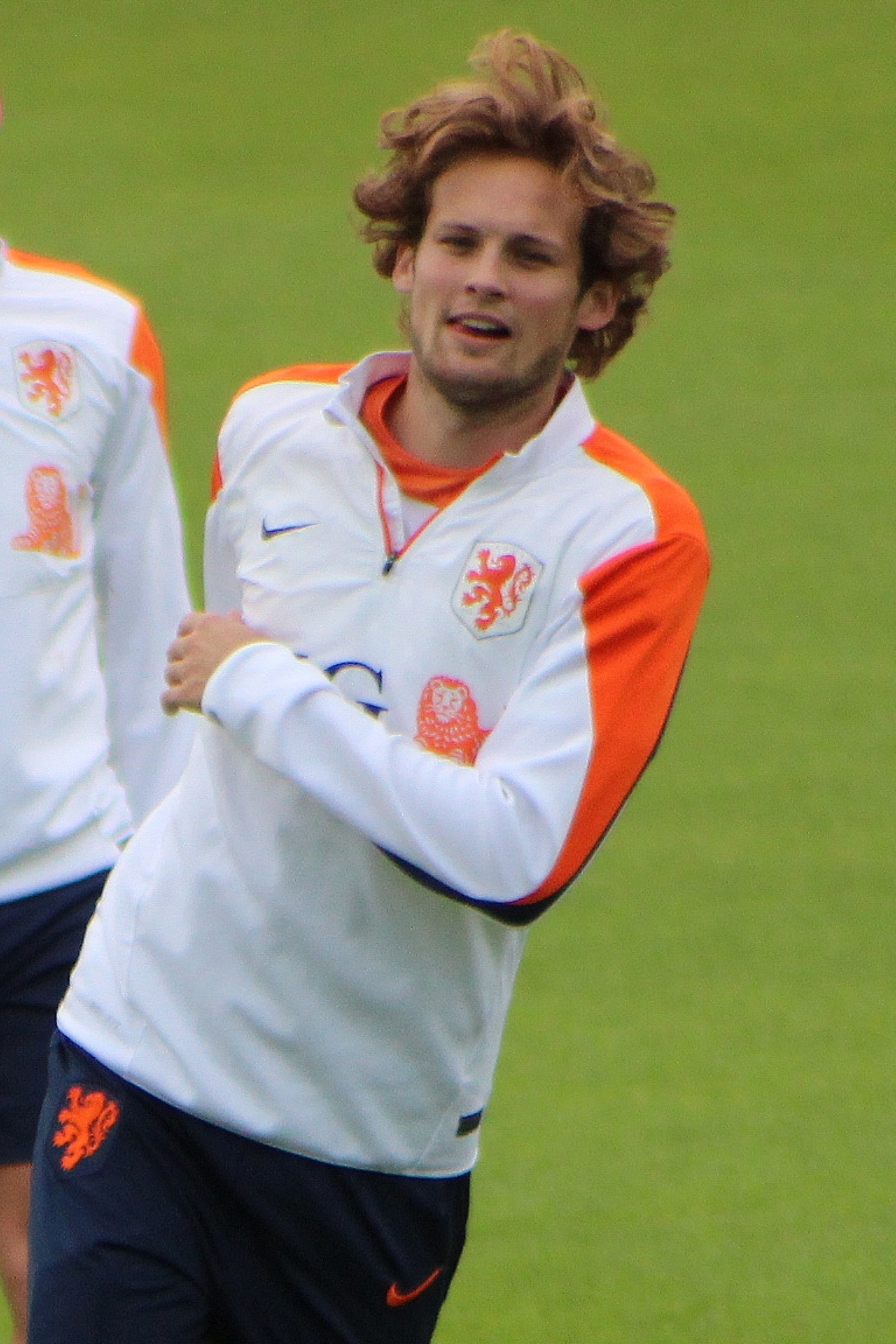
Daley Blind (verdediger)
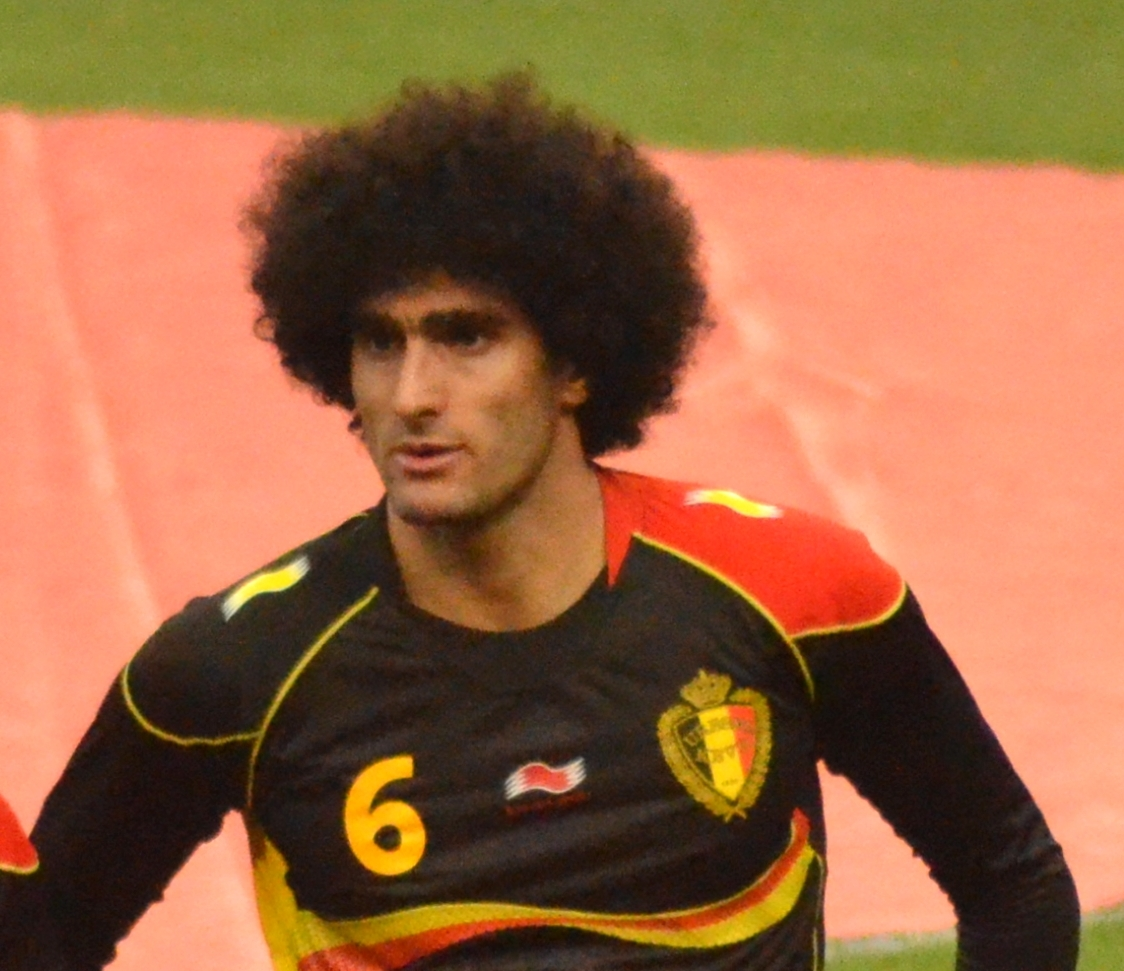
Marouane Fellaini (middenvelder)
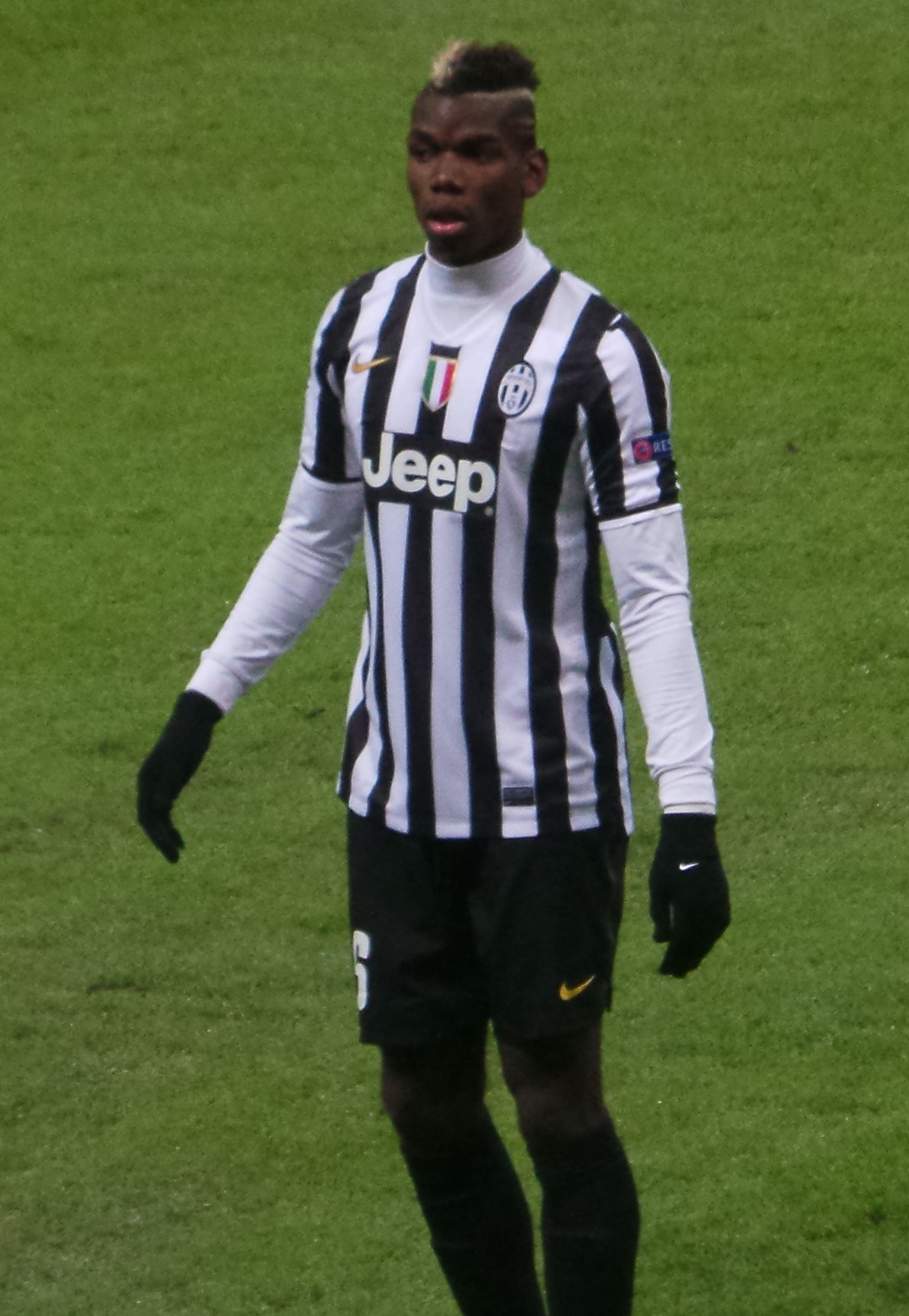
Paul Pogba (middenvelder)
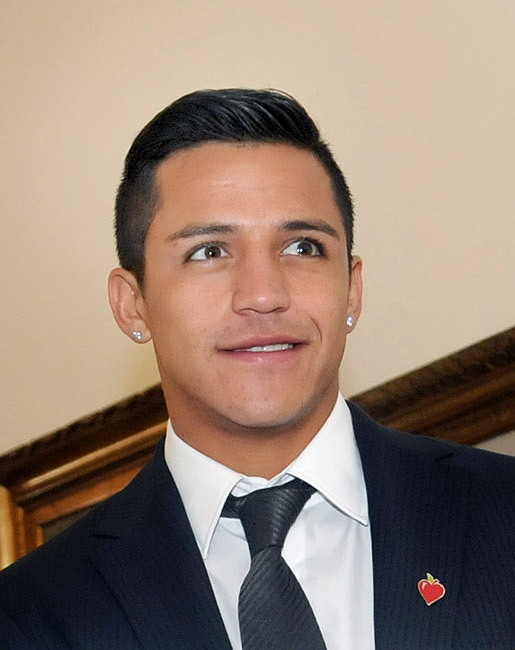
Alexis Sánchez (middenvelder)
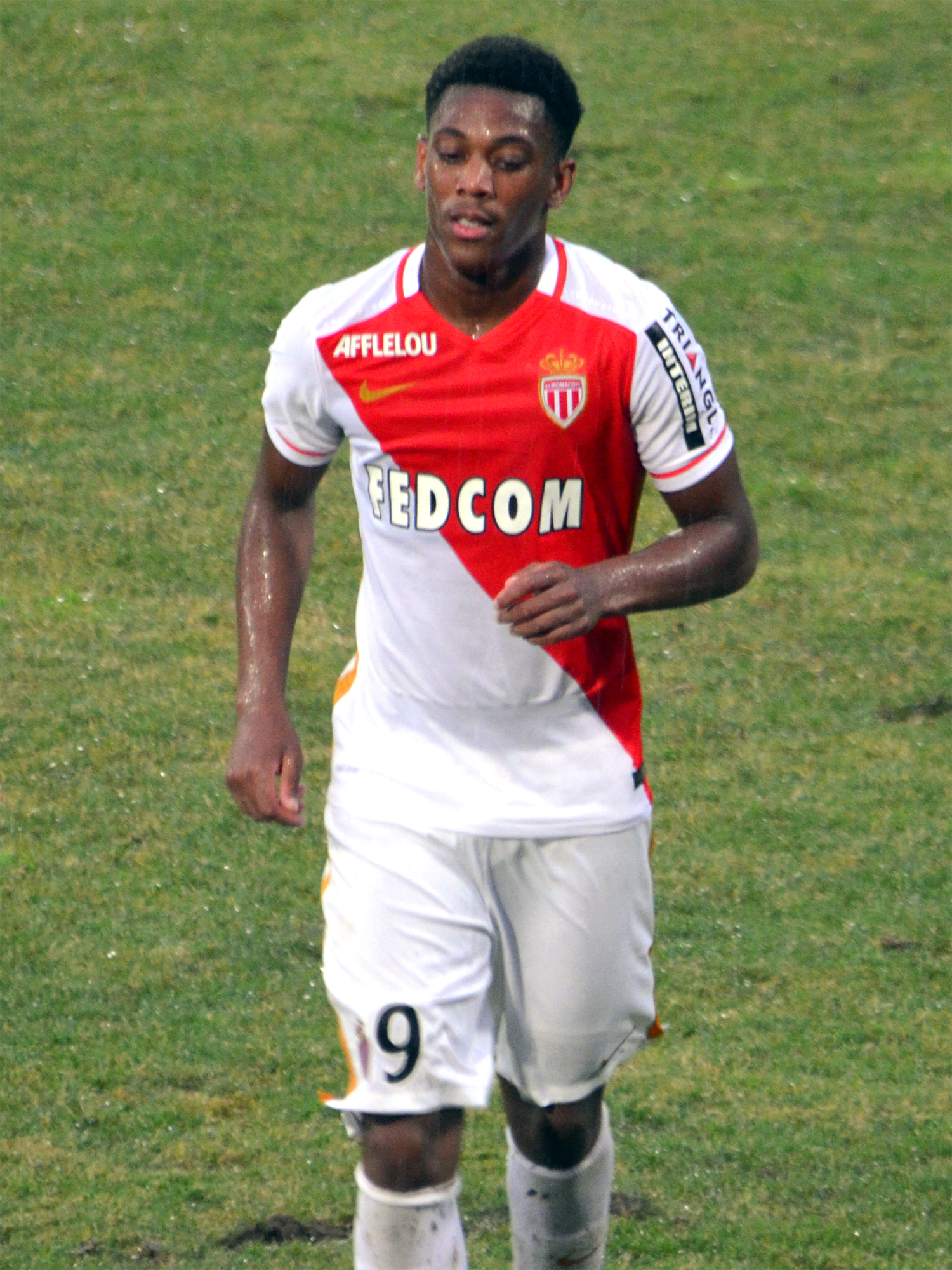
Anthony Martial (aanvaller)
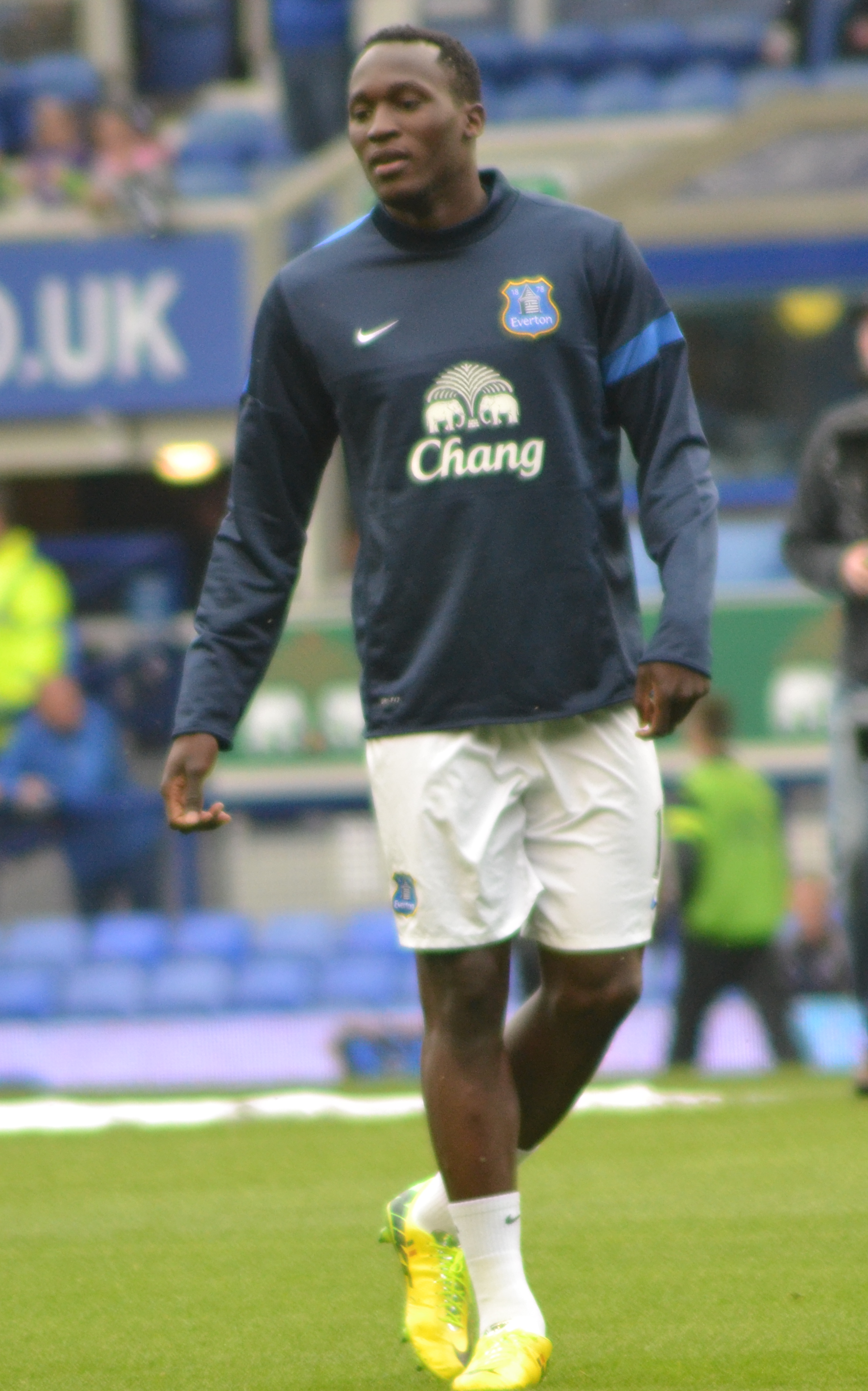
Romelu Lukaku (aanvaller)